# Saccharomycetales
Saccharomycetales is een orde van de ascomyceten binnen het rijk van de schimmels (Fungi).
Tot deze orde behoren de families van de echte gisten.

## Taxonomie
De taxonomische indeling van de Saccharomycetales is als volgt:
- Klasse: Saccharomycetes
  - Orde: Saccharomycetales = Endomycetales
    - Familie: Ascoideaceae
    - Familie: Cephaloascaceae
    - Familie: Dipodascaceae
    - Familie: Endomycetaceae
    - Familie: Eremotheciaceae
    - Familie: Lipomycetaceae
    - Familie: Metschnikowiaceae
    - Familie: Phaffomycetaceae
    - Familie: Saccharomycetaceae
    - Familie: Saccharomycodaceae
    - Familie: Saccharomycopsidaceae